# Firletka poszarpana
Firletka poszarpana (Silene flos-cuculi (L.) Greuter & Burdet) – gatunek byliny z rodziny goździkowatych (Caryophyllaceae). Występuje w Europie i Azji (Zakaukazie, zachodnia i wschodnia Syberia). W Polsce jest rośliną pospolitą w całym kraju.

## Systematyka
Gatunek tradycyjnie klasyfikowany był do rodzaju firletka Lychnis niezależnie od jego zmieniających się ujęć systematycznych w XIX i XX wieku. Od połowy lat 90. XX wieku rodzaj ten już jest jednak zwykle włączany do rodzaju lepnica Silene jako podrodzaj subg. Lychnis, aczkolwiek rozstrzygnięcie to nie jest jednoznaczne i pewne. W bazie taksonomicznej Plants of the World Online gatunek ujmowany jest jako Silene flos-cuculi (L.) Greuter & Burdet.

## Morfologia
KorzeńWytwarza płytki system korzeniowy, składający się z krótkiego korzenia głównego (5–8 cm), oraz niepozornych korzeni bocznych.
ŁodygaPojedyncza, wyrastająca z przyziemnej rozety, o wysokości 30–60 cm. Sztywna, wyprostowana, kanciasta, rozgałęziająca się w górnej części. Jest pokryta krótkimi, twardymi, skierowanymi w dół, włoskami, przez co sprawia wrażenie szorstkiej w dotyku, ponadto jej powierzchnia jest nieco lepka (szczególnie w górnej części). Zabarwienie zielone, z ciemnym, czerwonym odcieniem.
LiścieOdziomkowe mają kształt od lancetowatego do łyżeczkowatego. Mierzą 20–150 mm długości oraz 4–30 mm szerokości. Liście łodygowe są siedzące, mają lancetowaty kształt i dorastają do 30–80 mm długości oraz 4–15 mm szerokości.
KwiatyZebrane w kwiatostan wierzchotkowaty – pierwszy wykształca się kwiat szczytowy, następnie w węźle pod nim powstają dwa odgałęzienia, również zakończone pojedynczym kwiatem, oraz posiadające jeden węzeł liściowy, z niego wyrastają dwa kolejne pędy, prowadząc do rozgałęzień dalszych rzędów. Pęd główny rozgałęzia się szeroko, dzięki czemu jednocześnie rozwinąć może się nawet 6–8 kwiatów na jednej łodydze. Pojedyncza roślina może ich wytworzyć od 3 do nawet 30. Kwiaty są obupłciowe, promieniste, wolnopłatkowe, mają około 3,8 cm średnicy. Korona złożona jest z 5 intensywnie różowych płatków zwężających się w paznokieć i wyposażonych w przykoronek, z których każdy jest głęboko powcinany tworząc 4 wyraźne łatki, odpowiadające za ich frędzlowaty, postrzępiony wygląd. Kwiaty zawierają po 10 pręcików, ułożonych rurkowato w dwóch okółkach po 5 pręcików w każdym. Pręciki z pierwszego okółka są dłuższe niż te z drugiego o prawie połowę i wystają z kwiatu, przy czym krótsze pręciki wydłużają się w okresie przekwitania. Słupek jest pięciokrotny, jednokomorowy, o pięciu wolnych szyjkach. Zalążki skręcone, ułożone w zalążni osiowo. Kielich dzwonkowaty, zrośnięty z pięciu działek tworzących sztywną rurkę, o czerwonawym kolorze, z dziesięcioma ciemnymi żebrami. Podsadki krótkie, wąskie i zakrzywione.  Wzór kwiatu firletki: K(5) C5 A 5 + 5 G(5).
OwoceSuche, zielonkawe, jajowate torebki o długości 6–13 mm, otwierające się na szczycie pięcioma łatkami, zawierające po kilka niewielkich nasion.

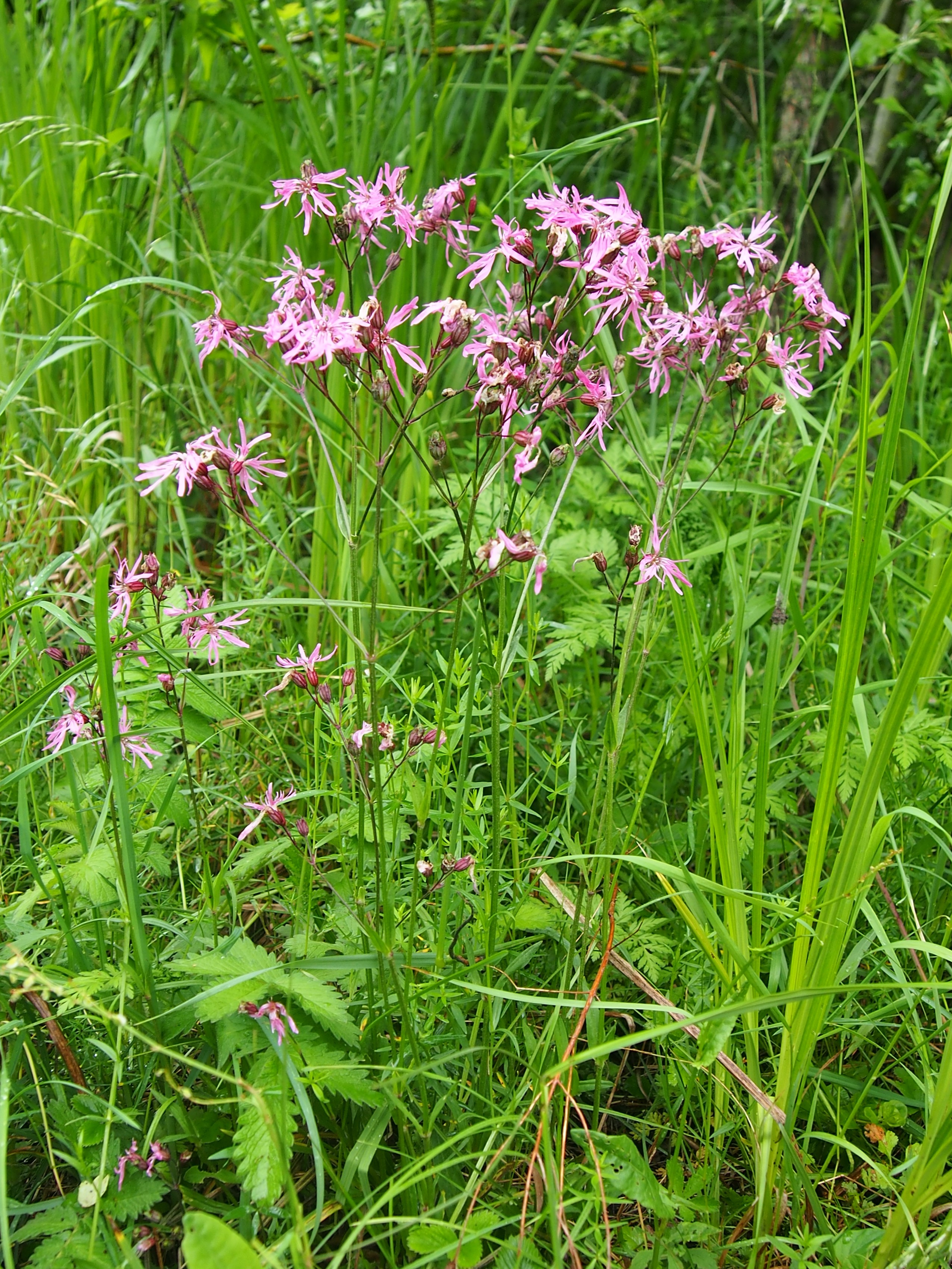
Pokrój
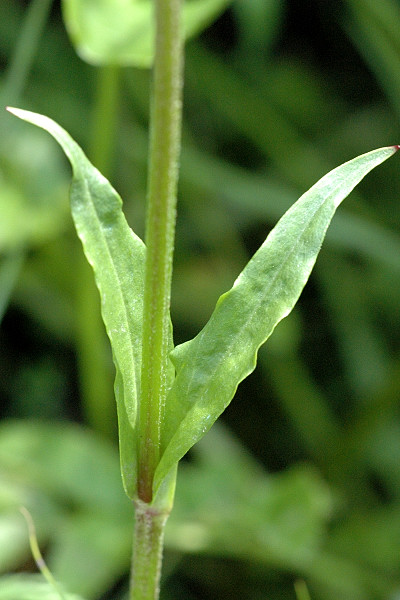
Liście
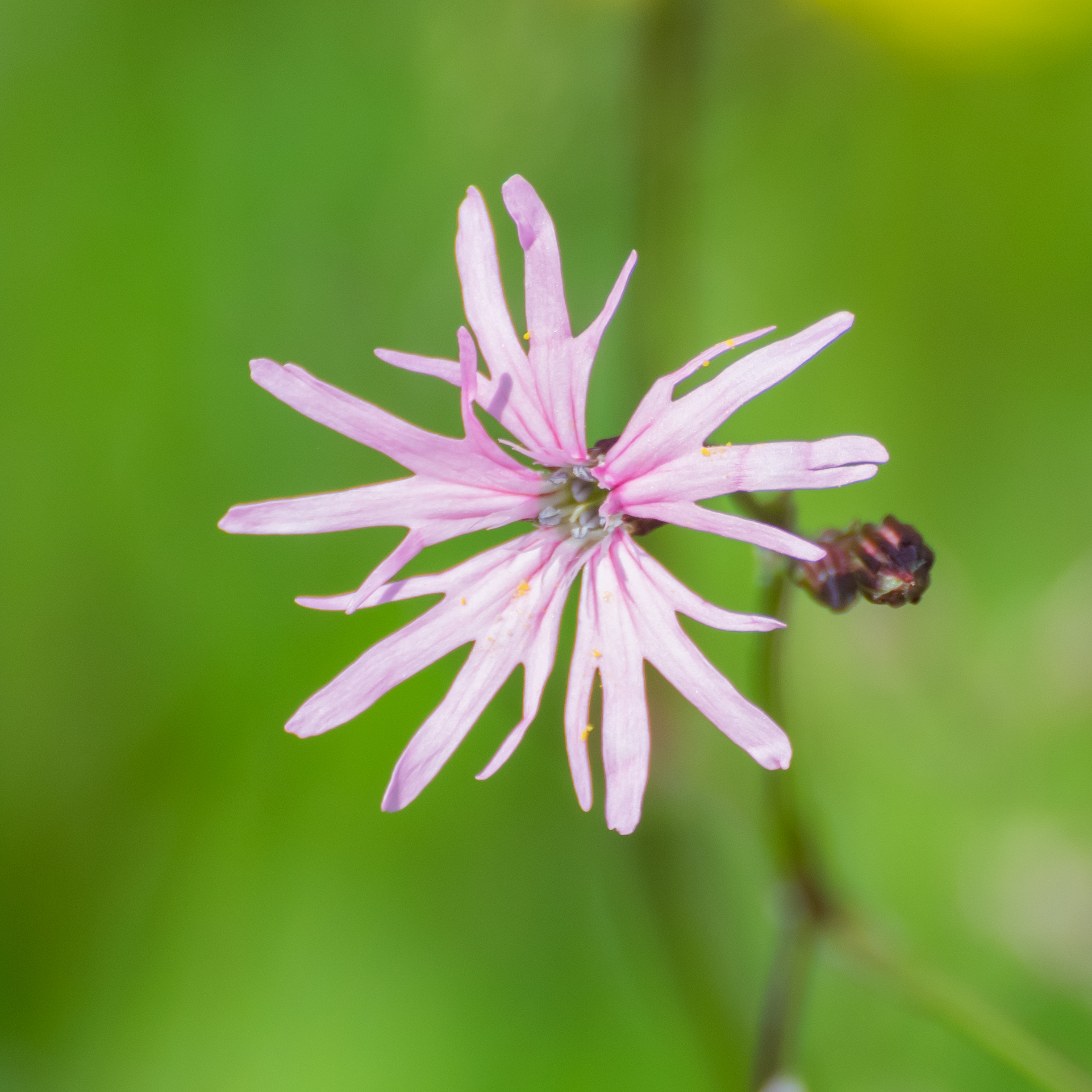
Kwiat
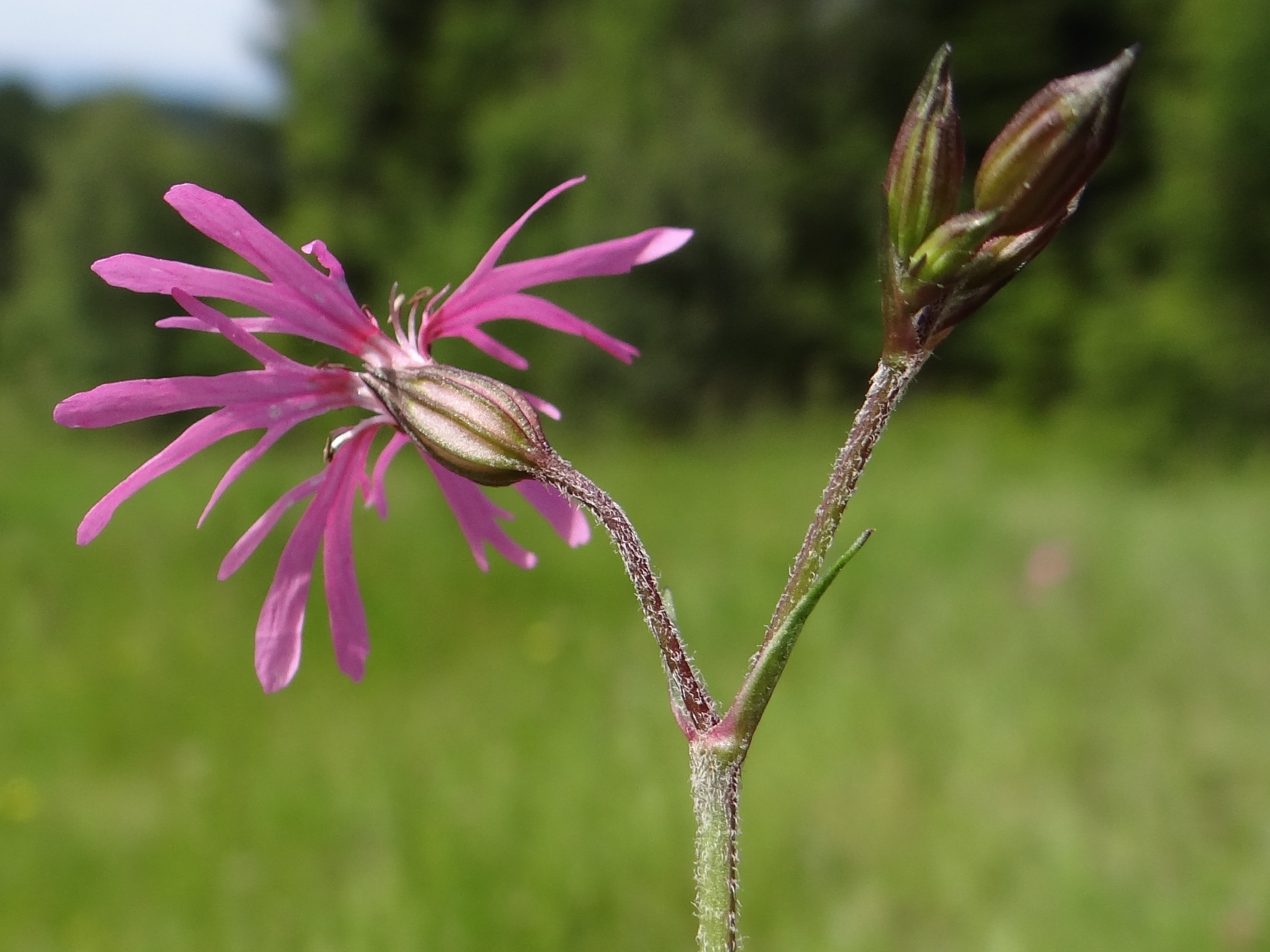
Kwiat i pąki
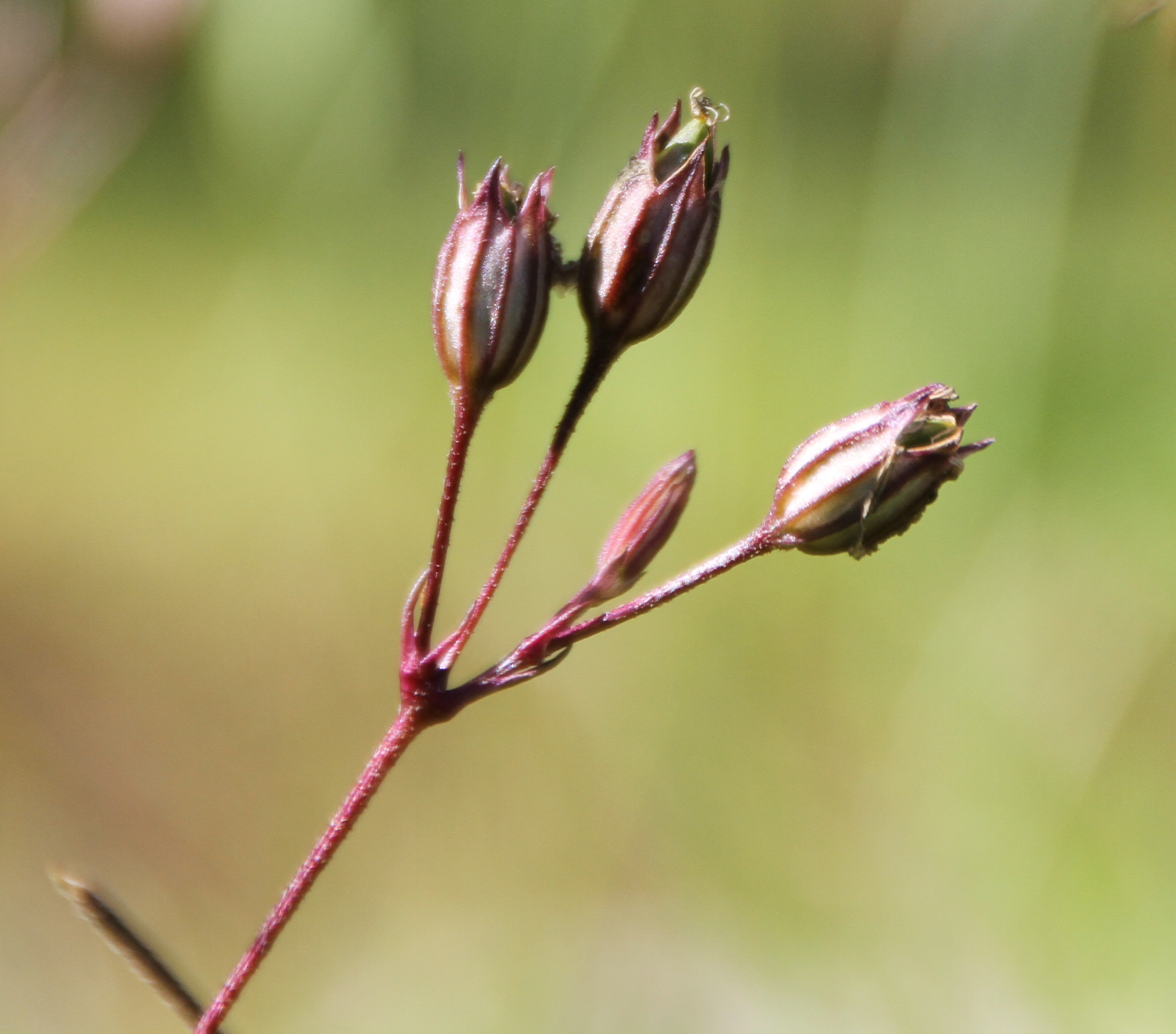
Owoce

## Biologia

### Rozwój
Bylina, hemikryptofit. Kwitnie od maja do czerwca, ma przedprątne kwiaty zapylane przez błonkówki i motyle o trąbce na tyle długiej, że mogą dotrzeć do nektaru znajdującego się na dnie rurki kwiatowej. Łodyga wygina się pod ciężarem owada, przez co otwarcie kwiatu kieruje się w dół, zaś ruchy owada powodują strzepywanie pyłku z pylników i przyczepianie się go do jego ciała. Dzięki specyficznemu owłosieniu i fakturze łodygi, nielotne owady, które nie przysługują się zapylaniu lub mogą zaszkodzić roślinie, nie są w stanie skutecznie się po niej wspinać. Oprócz kwiatów obupłciowych zdarzają się kwiaty męskie lub kwiaty żeńskie.

### Genetyka
Liczba chromosomów 2n = 24.

### Cechy fitochemiczne
Z rośliny wyizolowano fitoekdysteroidy, saponiny triterpenowe, kwasy fenolowe, pinit oraz szereg związków lotnych.

## Ekologia

### Siedlisko

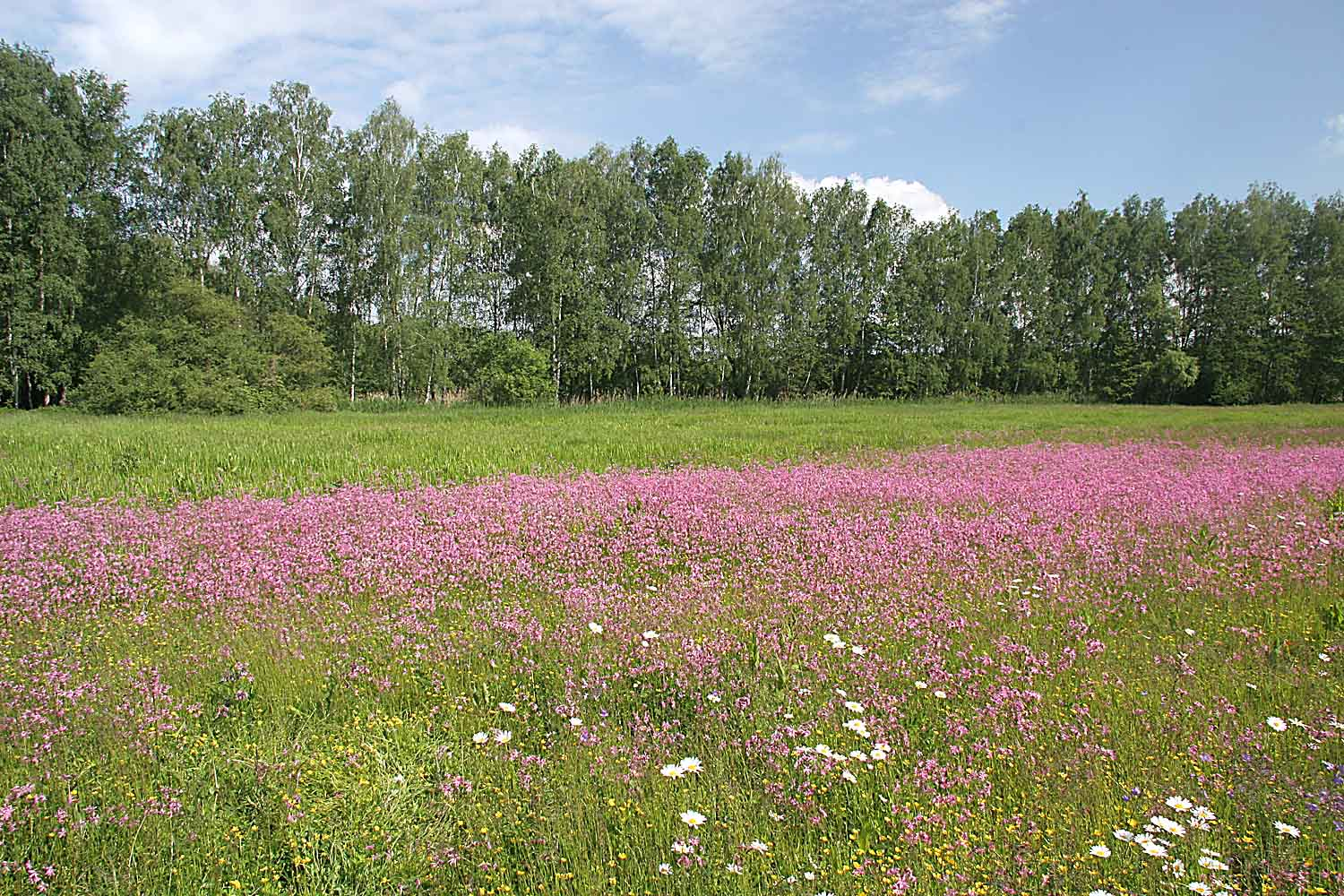
Łąka z firletką poszarpaną

Typowa roślina łąkowa, porasta łąki wilgotne lub mokre wiosną, obsychające latem, często spotykana na torfowiskach niskich i moczarach. Często tworzy duże łany. Jest rośliną wskaźnikową zasięgu wylewów nad dużymi rzekami. Preferuje gleby o dużej zawartości próchnicy i składników mineralnych. Gatunkowi bardzo sprzyja tradycyjna gospodarka łąkowa – pojawia się często na użytkowanych i pielęgnowanych przez człowieka łąkach i pastwiskach. W związku ze zmianami tradycyjnego sposobu użytkowania łąk oraz ich osuszaniem odnotowuje się zanikanie populacji tej rośliny. W klasyfikacji zbiorowisk roślinnych gatunek charakterystyczny dla rzędu (O.) Molinietalia.

### Oddziaływania międzygatunkowe
Na okazach tego gatunku często można zobaczyć pienistą ciecz przypominającą ślinę. Jest to wydzielina larwy owada z grupy pieników, która wysysa z rośliny soki. Na firletce żerują także różne gatunki ślimaków, owadów minujących oraz gąsienice motyli.

## Zmienność
W obrębie tego gatunku oprócz podgatunku nominatywnego (subsp. flos-cuculi) wyróżniono jeden podgatunek:
- Silene flos-cuculi subsp. subintegra (Hayek) Greuter & Burdet – występuje w południowych Bałkanach (Grecja, Albania i Bułgaria)[9].

## Nazewnictwo
Nazwa gatunkowa flos-cuculi pochodzi od łacińskich słów flos (kwiat), oraz cuculus (kukułka). Nazewnictwo to ma korzenie w germańskiej literaturze, gdzie roślina określona została jako cuculi flos germanis (Tragus, 1552). Skojarzenia rośliny z kukułką interpretowane są na dwa sposoby – pierwszy z nich odnosi się do powiązanego z terminem zakwitania firletki okresu aktywności kukułek, zaś drugi do występowania na łodygach rośliny wydzieliny pieników, która na podstawie ludowych wierzeń określana była jako kukułcza ślina.
Niektóre nazwy zwyczajowe firletki to: ceglarka, filocha, goździki polne, kukułka, młynki, sasolniczka, smoleńka, strzapoczek, świeczek, wstążki.

## Znaczenie użytkowe

### Roślina ozdobna
Nadaje się na rabaty, do ogrodów wiejskich i naturalistycznych oraz łąk kwietnych. Uprawiana w kilku odmianach, m.in.: 'Hort's Variety', 'Nana', 'Peggy'.

### Roślina lecznicza
Firletka była lokalnie używana w medycynie ludowej, jednak jej popularność w tym względzie nie była wysoka. W tradycyjnym lecznictwie brytyjskim olejek z firletki stosowany był jako remedium na ukąszenia węży. W Rumunii części nadziemne rośliny wykorzystywano w leczeniu ran. W krajach śródziemnomorskich stosowana była również przy malarii, jednak jej działanie nie zostało udowodnione. We Włoszech firletkę stosuje się przy migrenach i bólach jelit. Badania wykazały działanie antybakteryjne i przeciwgrzybicze ekstraktów z rośliny. Z łodyg i liści sporządzano preparat Floskulin stosowany w lecznictwie.

### Roślina jadalna
Kwiaty po wysuszeniu można zaparzać jak herbatę; świeże mogą stanowić ozdobę potraw. Liście można dodawać do sałatek, kanapek, potraw z warzyw liściastych czy warzywnych puree. 

### Łąkarstwo
Z gospodarczego punktu widzenia na łąkach jest szkodliwa, gdyż obniża wartość użytkową siana, a w większych ilościach jest dla bydła trująca.

## Uprawa
Roślina toleruje zarówno gleby gliniaste jak i piaszczyste, o dowolnym odczynie, przy czym podłoże powinno być wilgotne i przepuszczalne. Stanowisko powinno być nasłonecznione lub tylko częściowo zacienione. Firletkę rozmnaża się głównie poprzez wysiew nasion, możliwe jest również rozmnażanie przez podział i sadzonkowanie. Gatunek jest odporny na choroby i mało podatny na niszczenie przez szkodniki. Wśród zabiegów pielęgnacyjnych wymienić można przycinanie przekwitłych kwiatostanów, które wydłuża kwitnienie.